# Don Juan (1913)
Don Juan is een Nederlandse stomme film uit 1913 onder regie van Léon Boedels. De film, verdeeld in drie akten, kende een hoofdrol voor Caroline van Dommelen Voor de andere hoofdrolspeler, Willem van der Veer, betekende de opnames voor deze film zijn debuut als filmacteur. In een interview uit 1926 geeft Van der Veer aan dat de film een fiasko in optima forma is geweest en enkel is vertoond in Nederland. In hetzelfde interview geeft hij aan dat hij met zijn lengte van 1 meter 84 een 'imposante' Don Juan moet zijn geweest.
De film wordt inmiddels als verloren beschouwd. 

## Rolbezetting
| Acteur                      | Personage |
| --------------------------- | --------- |
| Willem van der Veer         | Don Juan  |
| Caroline van Dommelen       |           |
| Tilly Lus                   |           |
| Constant van Kerckhoven jr. |           |